# Miliki
Emilio Aragón Bermúdez (Carmona, Sevilla, 4 de noviembre de 1929-Madrid, 18 de noviembre de 2012), más conocido por su nombre artístico Miliki, fue un payaso, acordeonista, compositor y cantante español, conocido especialmente por haber formado parte de Los Payasos de la Tele.

## Biografía
Perteneciente a la saga de la familia Aragón, era hijo de Emilio Aragón Foureaux, conocido como «Emig», que junto con sus hermanos José María («Pompoff») y Teodoro («Thedy») formó el grupo de payasos llamado Pompoff, Thedy y Emig.
En 1939 se unió a sus hermanos Gabriel («Gaby») y Alfonso («Fofó») para formar el trío de payasos «Gaby, Fofó y Miliki» (inicialmente «Gaby, Fofó y Emilín»). Comenzaron a trabajar durante los años 30 y se mantuvieron varias temporadas en el circo Price de Madrid.
Su madre fue la bailarina acróbata sobre caballo Rocío Bermúdez Contreras (nacida en Carmona) y también tuvo una hermana, Rocío Aragón, bailaora de flamenco.
Era padre de los artistas Emilio Aragón («Milikito») y Rita Irasema, y de otros dos hijos más con su esposa Rita Violeta Álvarez. También tiene dos hermanas más por parte de padre, Elena y Concepción Aragón Hijón.
Murió en Madrid en 2012 a causa de una neumonía y fue velado en el Tanatorio de La Paz.

## Los payasos de la tele
Tras una estancia en Cuba, Estados Unidos, Puerto Rico, Venezuela y Argentina, a donde arribaron en 1970, desembarcando en las tardes de Canal 13 junto a sus hermanos Gaby y Fofó y su sobrino Fofito y se metieron para siempre en los corazones de muchos niños de la época con discos, programas de televisión, temporadas en Mar del Plata, dos películas, entre muchas otras cosas. Varios de los artistas con los que entablaron una gran amistad en su estancia en América fueron Resortes, Delia Magaña, Leopoldo Ortín, Mercedes Carreras, Olinda Bozán, Harpo Marx, Buster Keaton, Cantinflas, Pepe Biondi, José Marrone, Carlitos Balá y Lola Flores. Los payasos se fueron a España, contratados por Televisión Española en 1973 y no volvería a Argentina, sino hasta 1977, un año después de la muerte de su hermano Fofó y con la incorporación al grupo de payasos de su hijo Milikito, quien interpretaba el rol de payaso mudo que se comunicaba con un cencerro; su último paso por la televisión de Argentina fue en 1982 por ATC, en colores y con Milikito hablando. Desafortunadamente sus programas en Argentina se encuentran parcialmente perdidos, tanto el primero y más exitoso con Fofó ni dos siguientes con Milikito, aunque si se conservan algunos programas de su último ciclo por ATC. Miliki volvió a presentarse en la televisión argentina en 1999, específicamente en Videomatch, cuando promocionó su disco A mis niños de 30 años.
Regresó a España en 1972 y a partir del año siguiente comenzó a trabajar en el programa Había una vez un circo, que convirtió a los integrantes del grupo (que pasaron a conocerse como Los Payasos de la Tele) en un auténtico fenómeno muy popular en España. Inesperadamente en junio de 1976, en lo más alto del éxito, falleció Fofó. Miliki diría muchos años después que la muerte de su hermano le impactó tanto, que en cuestión de semanas se le cubrió la cabeza de canas. Durante los seis meses siguientes, solamente hubo tres integrantes en la agrupación hasta la llegada de su hijo: Milikito, quien se incorporó en enero de 1977. Tras la retirada del programa en 1983, Miliki abandonó el grupo y emprendió una nueva etapa en su carrera artística.

## Miliki y Rita Irasema
Tras la separación profesional de Los Payasos, Miliki se dedicó al mundo de la producción discográfica (lanza al grupo Monano y su Banda), y forma un tándem artístico con su hija Rita Irasema. Juntos grabaron varios discos como La vuelta al mundo en 30 minutos (1986), El flautista de Hamelín (1988), Vamos a marcarnos una canción (1991), ¡Superdiscoguay! (1992) y ¿Estás contento? ¡Sí señor! (1994).
En 1987, además, había dirigido la película Yo quiero ser torero, con el popular Dúo Sacapuntas.
También cultivó el género de la literatura infantil, publicando La familia de los coches (1988).
Con la llegada de las televisiones privadas a España, volvió a ponerse delante de una cámara para conducir espacios infantiles, con su hija Rita. Ambos presentaron los programas La Merienda (1990-1991), en Antena 3, y Superguay (1991-1993) en Telecinco. En 1993 recuperan en Televisión Española El gran circo de TVE, que duró hasta 1995.
Tras editar sus Memorias en 1996, Miliki y Rita crearon el espectáculo El circo del arte, con éxito en toda España, que se mantendría hasta 1999, cuando se retiró definitivamente de los escenarios.
En 1997 recibió la distinción de Medalla de Plata de Andalucía y la Medalla de Oro al mérito en las Bellas Artes y la Medalla de Andalucía. Fue declarado «Hijo Predilecto de la Ciudad de Carmona» y recibió la Medalla de Plata de la misma.
En los años siguientes se dedicaría tanto a la producción discográfica (lanzando el Grupo Trilocos), como a continuar su carrera como cantante infantil.
En 2002 apareció en el cortometraje y musical infantil Había una Vez, al lado de varios personajes de sus canciones.
Su último trabajo fue su participación en la ópera prima cinematográfica de su hijo Emilio Aragón, Pájaros de papel, en 2010.
Miliki tenía en su casa de España un sotanillo donde exhibía con orgullo los premios como el Martín Fierro y Santa Clara de Asís, fotografías y afiches de sus tíos y padre Pompoff, Thedy y Emig, con algunos de colegas del mundo artístico, afiches de sus dos películas promocionales en Argentina, así como algunas portadas, páginas dedicadas o contraportadas de revistas enmarcadas, y todo tipo de recuerdos de su estadía en América (incluyendo Cuba, México, Venezuela, Puerto Rico y Estados Unidos), la mayoría de Argentina y siempre solía recordar o contar anécdotas con mucha emoción, alegría y algo de nostalgia a los artistas con los que trabajo en radio, teatro, cine y televisión, además de las culturas de los países en los que estuvo de viaje.[cita requerida]

## Literatura
- La providencia (2008, Espasa), publicado bajo el pseudónimo de "Emilio A. Foureaux" (en realidad el nombre de su padre ocultando el apellido Aragón), aunque absurdamente en la biografía interior sí figura su propio nombre real, Emilio Aragón Bermúdez, y su fotografía. El libro, orientado a un público adulto, cuenta la historia de Martín, un militante de la guerrilla en la revolución cubana que tiene que huir de una caza orquestada por Fidel Castro en Nueva York.

- Mientras duermen los murciélagos (2012, Planeta), publicado con su nombre Emilio Aragón Bermúdez en mayo de 2012, seis meses antes de su fallecimiento, trata acerca de la huida de unos comediantes de la Gestapo a través de la Europa nazi.

- 30 cuentos y medio (2014, Aljibe), publicado con su nombre Emilio Aragón Bermúdez de forma póstuma dos años después de su fallecimiento, se trata de una selección de cuentos para adultos que vienen acompañados de una tarjeta USB con la biografía del autor, fotografías personales y una versión audio-libro.

## Fallecimiento
Miliki falleció la madrugada del domingo 18 de noviembre de 2012 en el Hospital madrileño Ruber Internacional a causa de una neumonía y acompañado por toda su familia. Desde hacía algunos años venía padeciendo Parkinson. Fue enterrado en el Parque-Cementerio de La Paz, en Alcobendas.

## Vida privada

Miliki y sus hermanos Gaby y Fofó, en la portada del disco "Lo que tanto esperé" (El Club Infantil en Venezuela).

Miliki se casó en 1953 con una ciudadana cubana, Rita Violeta Álvarez Fernández (de orígenes asturianos), a quien conocía desde los doce años. Con ella tuvo cuatro hijos: Rita Irasema (1954, nacida en La Habana), María Pilar (La Habana), Emilio Aragón (1959, La Habana) y María Amparo (Chicago).

## Discografía

### Con Los Payasos de la Tele
- Lo que tanto esperé/El Club Infantil de Gaby, Fofó y Miliki (1959) (USA Récords/RCA Victor Cubana|Velvet Venezuela)
- Gaby, Fofó, Miliki y familia en el show de las 5 (1965) (Disco Hit)
- Pinocho (1965) (Discos Fragoso)
- Nuestro Disco (1968) (Canal 8 de Venezuela/Meca Continental (Reedición))
- Din Don Din Dan / El comelón (1970) (single)
- A sus amiguitos (1970) (Groove Récords)
- Adelantando éxitos 1972 (1971) (UPA Records)
- Hola don Pepito, Hola don José (1971) (CBS/Promus Argentina)
- Hola don Pepito, hola don José / La gallina Turuleca (1971) (single)
- Mi barba tiene tres pelos / La gallina Turuleca (1971) (single) (CBS)
- Todos los niños del mundo son nuestros amiguitos (1972) (CBS Argentina)
- Mami de mis amores / Feliz en tu día (1972) (single) (CBS Argentina)
- Temas de la película "Había una vez un circo" (1972) (single) (CBS)
- Había una vez un circo (1973) (Movieplay España)
- Había una vez un circo / Don Pepito (1974) (single) (CBS)
- Los días de la semana / Chévere chévere chon (1974) (single) (CBS)
- Mami de mis amores / Los días de la semana (1974) (single) (Movieplay)
- La gallina Papanatas / Mi barba (1974) (single) (Movieplay)
- Gaby, Fofó, Miliki con Fofito (1974) (Movieplay)
- Los más grandes éxitos (1975) (CBS)
- Susanita, Papá y Mamá, El Sombrero de Gaspar, etc. (1975) (Movieplay)
- Susanita / Los soldados de la risa (1975) (single) (Movieplay)
- La familia unida (1976) (RCA de España/CBS Argentina)
- Porompompóm, Manuela / ¿Qué nos da el cerdito? (1977) (single) (RCA Victor)
- Había una vez un disco (1977) (RCA España/Discos CBS Argentina)
- Cómo me pica la nariz (1979) (RCA España/Discos CBS Argentina)
- Cómo me pica la nariz / Animales F.C. (1979) (single) (RCA Records)
- Cantando, siempre cantando (1980) (RCA Records (LP)/Sony Music España (CD))
- Vaya mentira / La marcha de las letras (1980) (single) (RCA Records)
- El loco mundo de los payasos (1982) (Hispavox)
- El loco mundo de los payasos / De cachibú de cachivaca (1982) (single) (Hispavox)
- Superpeques (1983) (Hispavox)
- La historia de los payasos (1983) (Hispavox)

### Con Rita Irasema
- La vuelta al mundo en 30 minutos (1986) (EMI España)
- Super disco fiesta / mundo de papel (single) (1987) (EMI/Odeon)
- La fiesta (1987) (EMI/Odeon)
- El cocodrilo de Domitilo / Vaya caras, vaya jetas (single) (1987) (EMI)
- El flautista de Hamelín (1988) (AVC)
- El flautista de Hamelín (single) (1988) (AVC)
- La orquesta eres tú / En la escuela (single) (1988)
- Vamos a marcarnos una canción (1991) (RCA)
- Navidad / Este coche está gafao (single) (1991) (RCA España)
- No sé atar mis zapatos / Mi abuela (single) (1991) (RCA)
- ¡Superdiscoguay! (1992) (Horus Records)
- ¿Estás contento?, ¡sí señor! (1994) (Sony/BMG España)
- Miliki y Rita Irasema (1994) (Horus)
- Miliki, Rita y Los payasos de la Tele (1995) (AVC)

### En solitario

#### Álbumes de estudio
| Año de publicación | Título                           | Discográfica                                     |
| ------------------ | -------------------------------- | ------------------------------------------------ |
| 1999               | A mis niños de 30 años           | Crab & Bat                                       |
| 2000               | ¿Cómo están ustedes?             | Crab & Bat                                       |
| 2001               | Navidades animadas               | Crab Producciones Musicales, Warner Music España |
| 2002               | De película                      | Crab Producciones Musicales, Warner Music España |
| 2003               | El Desván Mágico de Miliki       | Crab Producciones Musicales, Warner Music España |
| 2005               | Las tablas de multiplicar        | Crab Producciones Musicales, Warner Music España |
| 2006               | Al Cole con Miliki               | Crab Producciones Musicales, Warner Music España |
| 2009               | Miliki y los cantantes ayudantes | Crab Producciones Musicales, Warner Music España |
| 2015               | Navidades con Miliki             | Crab Producciones Musicales, Warner Music España |

#### Álbumes recopilatorios
| Año de publicación | Título                 | Discográfica                |
| ------------------ | ---------------------- | --------------------------- |
| 2001               | Canta con Miliki       | Crab Producciones Musicales |
| 2008               | A mis niños de 40 años | Crab Producciones Musicales |
| 2009               | A todos mis niños      | Crab Producciones Musicales |
| 2013               | Gracias Miliki         | Crab Producciones Musicales |

#### Álbumes externos
| Año de publicación | Título                   | Discográfica                |
| ------------------ | ------------------------ | --------------------------- |
| 2001               | Miliki te cuenta cuentos | Crab Producciones Musicales |
| 2009               | Con alma de niño         | Everest Editoriales         |
| 2010               | Pequeño planeta Vol. 1   | Crab Producciones Musicales |

### Otras grabaciones
- Carmona, Primera obra que compuso Miliki dedicada al pueblo que le vio nacer.[9]
- No se puede vivir con un franco, BSO de la película Pájaros de papel.

### Colaboraciones
| Canción               | Cantante                   |
| --------------------- | -------------------------- |
| El profesor distraído | Carlitos Balá              |
| La Cuba mía           | Celia Cruz y Willy Chirino |
| Qué bien cocina mamá  | Siempre A                  |
| El ratón de Susanita  | Fofito                     |

## Filmografía
| Año  | Título                            | Director                        | Papel          | Notas         |
| ---- | --------------------------------- | ------------------------------- | -------------- | ------------- |
| 1948 | El nieto del zorro                | Jaime Salvador                  | Miliki         |               |
| 1955 | Tres bárbaros en un jeep          | Manuel de la Pedrosa            | Soldado Miliki |               |
| 1972 | Había una vez un circo            | Enrique Carreras                | Miliki         |               |
| 1973 | Los padrinos                      | Enrique Carreras                | Miliki         |               |
| 1987 | Yo quiero ser torero              | Emilio Aragón Bermúdez "Miliki" | Narrador       | Voz           |
| 2002 | Miliki presenta... Había Una Vez  | Fernando Jariego                | Miliki         | Voz           |
| 2002 | La Cuba Mía                       | Óscar Gómez                     | Miliki         |               |
| 2003 | El Desván Mágico de Miliki        | Javier Caballé                  | Miliki         | Directo a DVD |
| 2005 | 90 millas                         | Francisco Rodríguez             | Pancho         |               |
| 2008 | Carlitos y el campo de los sueños | Jesús del Cerro                 | Don Ignacio    |               |
| 2010 | Pájaros de papel                  | Emilio Aragón                   | Miguel viejo   |               |
| 2011 | Los Viernes                       | Néstor Feijóo                   |                | Cortometraje  |

## Espectáculos
- 1974: El circo de las Navidades, con Gaby, Fofó y Fofito
- 1975: Los Superpayasos de la Televisión, con Gaby, Fofó y Fofito
- 1977: El circo de las Navidades, con Gaby y Fofito
- 1977: Festival Mundial del Circo, con Gaby, Fofito y Milikito
- 1986: La vuelta al mundo en 80 minutos, con Rita Irasema (Estreno el 04/10/1986)
- 1987: El fantasma de la sopera, con Rita Irasema[10]
- 1988: El flautista de Hamelín, con Rita Irasema
- 1989: Pon la cara feliz, con Rita Irasema[11]
- 1991: Una sonrisa y una flor, con Rita Irasema
- 1996: Mimus, con El Circo del Arte
- 1997: Máscaras, con El Circo del Arte
- 1998: Sueños en la pista, con El Circo del Arte

## Vídeoclips
| Año       | Videoclip                |
| --------- | ------------------------ |
| 1974-1975 | El auto nuevo            |
| 1975      | Susanita                 |
| 1975      | El reloj de Rufo         |
| 1976      | Una sonrisa y una flor   |
| 1976      | Que bueno papá           |
| 2001      | Como mola la Navidad     |
| 2005      | La Marcha de los números |
| 2005      | La tabla del 1           |
| 2005      | La tabla del 2           |
| 2005      | La tabla del 3           |
| 2005      | La tabla del 4           |
| 2005      | La fabulosa tabla del 5  |
| 2005      | Rocktiplica el 6         |
| 2005      | Siete                    |
| 2005      | El vals del 8            |
| 2005      | La rumba del 9           |
| 2005      | Diez raperos             |
| 2008      | Gracias Miliki           |

## Premios

### Premios Grammy Latino
| Año  | Categoría                    | Trabajo Nominado       | Resultado |
| ---- | ---------------------------- | ---------------------- | --------- |
| 2000 | Mejor Álbum Infantil del Año | A mis niños de 30 años | Ganador   |
| 2001 | Mejor Álbum Infantil del Año | ¿Cómo están ustedes?   | Ganador   |
| 2002 | Mejor Álbum Infantil del Año | Navidades animadas     | Nominado  |

### Premios Dial
| Año  | Categoría           | Trabajo Nominado       | Resultado |
| ---- | ------------------- | ---------------------- | --------- |
| 2000 | Mejor Álbum del Año | A mis niños de 30 años | Ganador   |

### Festival El Chupete
- Premio El Chupete 2006

### Discos de oro
- Disco de oro:  Navidades animadas (2001)
- Disco de oro:  De Película (2002)

### Discos de multiplatino
- Disco de multiplatino:  A mis niños de 30 años (1999)

### Discos de platino
- Disco de platino:  ¿Cómo están ustedes? (2000)

### Otros
- Premio "A Toda una Vida":  Premios ATV 2007
- Medalla de Oro al mérito en las Bellas Artes 1996[14]
- Medalla de Plata de Andalucía 1997
- Premio Amigo:  Premios Amigo 2000
- Premio "El Chupete":  Mejor Comunicador Infantil 2006
- Medalla de plata de su ciudad natal, Carmona
- Hijo predilecto de Carmona
- Hijo predilecto de Sevilla
- Hijo predilecto de la Provincia de Sevilla (2013)[15]
- Calle con su nombre en Carmona[16]
- El 4 de noviembre de 2020, a modo de homenaje, Google España le dedica su "doodle"[17]

## Trayectoria en televisión
| Año         | Título                                                                | Canal                                     | Notas                                                                       |  |
| ----------- | --------------------------------------------------------------------- | ----------------------------------------- | --------------------------------------------------------------------------- |  |
| 1949        | El Tele-Circo                                                         | Unión Radio y Televisión (Canal 4 Cuba)   | Presentador junto a Gaby y Fofó                                             |  |
| 1950        | El Show de Gaby, Fofó y Miliki                                        | CMQ Televisión                            | Presentador junto a Gaby y Fofó                                             |  |
| 1957        | The Ed Sullivan Show                                                  | CBS                                       | Invitado junto a Gaby y Fofó                                                |  |
| 1965, 1968  | El show de las cinco                                                  | Canal 2 Puerto Rico, Canal 8 de Venezuela | Presentador junto a Gaby, Fofó y Fofito                                     |  |
| 1971        | El zapato roto                                                        | El Trece                                  |                                                                             |  |
| 1971        | Circus Show de Carlitos Balá                                          | Canal 7 Argentina                         |                                                                             |  |
| 1972-1973   | Las aventuras de Gaby, Fofó y Miliki                                  | TVE                                       | Presentador junto a Gaby, Fofó y Fofito                                     |  |
| 1974-1976   | Cantar y reír                                                         | TVE                                       |                                                                             |  |
| 1974-1981   | El gran circo de TVE                                                  | TVE                                       | Presentador junto a Gaby, Fofó, Fofito y Milikito                           |  |
| 1975        | Especial Nochevieja 1975                                              | TVE                                       |                                                                             |  |
| 1976        | Esta noche...fiesta                                                   | TVE                                       | Invitado junto a Gaby y Fofito                                              |  |
| 1978        | El Show de Gaby, Miliki, Fofito y Milikito                            | ATC Canal 7                               | Presentador junto a Gaby, Fofito y Milikito                                 |  |
| 1980        | Ding-Dong                                                             | TVE                                       | Concursante en el primer programa dedicado a Valencia.                      |  |
| 1980        | 625 líneas                                                            | TVE                                       | Invitado junto a Gaby, Fofito y Milikito                                    |  |
| 1981        | Esta noche                                                            | TVE                                       | Invitado junto a Gaby, Fofito y Milikito                                    |  |
| 1982        | El loco mundo de los payasos                                          | TVE                                       | Presentador junto a Gaby, Fofito y Rody                                     |  |
| 1982        | Tompy, el conejito de trapo                                           | TVE                                       | Protagonista junto a Gaby, Fofito, Milikito y Rody                          |  |
| 1984        | Ni en vivo ni en directo                                              | TVE                                       | Invitado junto a Gaby                                                       |  |
| 1984        | Un, dos, tres... responda otra vez                                    | TVE-1                                     | Programa: "Navidad 1984"                                                    |  |
| 1986        | Punto de encuentro Especial Reyes Magos                               | TVE-1                                     | Homenajeando a Charlie Rivel                                                |  |
| 1986        | Si lo sé no vengo Especial Navidad con Miliki y Rita Irasema          | TVE-1                                     | Invitado junto a Rita Irasema                                               |  |
| 1987        | Cabalgata de los Reyes Magos 1987 (con los Electroduendes)            | TVE-1                                     | Junto con Rita Irasema                                                      |  |
| 1987        | Un, dos, tres... responda otra vez                                    | TVE-1                                     | Programa: "Navidad 1987"                                                    |  |
| 1989        | Con las manos en la masa                                              | TVE-1                                     | Programa: 5 de enero de 1989                                                |  |
| 1990-1991   | La Merienda                                                           | Antena 3                                  | Presentador junto a Rita Irasema                                            |  |
| 1990-1991   | VIP Noche                                                             |                                           |                                                                             |  |
| 1991-1993   | Superguay                                                             | Telecinco                                 | Presentador junto a Rita Irasema                                            |  |
| 1992        | TP de Oro 1991                                                        | TVE-1                                     |                                                                             |  |
| 1993        | TP de Oro 1992                                                        |                                           |                                                                             |  |
| 1993        | La noche guay de los Reyes Magos                                      | Telecinco                                 |                                                                             |  |
| 1993-1995   | El gran circo de Televisión Española                                  | TVE-1                                     | Presentador junto a Rita Irasema                                            |  |
| 1993        | Comienza la temporada (Presentación de la temporada 1993/1994 de TVE) | TVE-1                                     | Invitado junto a Rita Irasema                                               |  |
| 1994 y 1995 | Telepasión española                                                   | TVE-1                                     | Colaborador en el programa "Una noche en el Roxy" y "Telepasion latina"     |  |
| 1994        | ¿Qué apostamos?                                                       | TVE-1                                     | Programa: 24 de junio de 1994                                               |  |
| 1995        | Un paseo por el tiempo                                                | TVE-1                                     | Invitado junto a su esposa Rita Álvarez.                                    |  |
| 1995        | El semáforo                                                           | TVE-1                                     |                                                                             |  |
| 1996        | Médico de familia                                                     | Telecinco                                 | Temporada 2, episodio 5: "Cuando el circo llega al barrio"                  |  |
| 1996        | Pasa la vida                                                          | TVE-1                                     | Mensaje                                                                     |  |
| 1997        | La noche más mágica                                                   | Telecinco                                 | Presentador junto a Rita Irasema. Especial de televisión dedicado al circo. |  |
| 1998        | Antes de ser famosos                                                  | TVE-1                                     |                                                                             |  |
| 1998        | Gala de la hispanidad 1998                                            | Telecinco                                 |                                                                             |  |
| 1999        | Gala de la hispanidad 1999                                            |                                           |                                                                             |  |
| 1999        | Mírame                                                                | Antena 3                                  |                                                                             |  |
| 1999        | Sábado bus                                                            | Telefe                                    |                                                                             |  |
| 1999 y 2000 | Día a día                                                             | Telecinco                                 |                                                                             |  |
| 1999        | TVE está en tu vida (Avance de la temporada 1999-2000)                | TVE-1                                     |                                                                             |  |
| 1999        | Trilocos                                                              | La 2                                      | Actor y guionista                                                           |  |
| 1999        | Compañeros                                                            | Antena 3                                  | Episodio: "Se el de antes"                                                  |  |
| 1999        | Super Sabado Sensacional                                              | Venevisión                                | Invitado                                                                    |  |
| 1999        | Cine de barrio                                                        | TVE-1                                     | Programa: 4 de diciembre de 1999                                            |  |
| 1999        | Gala Unicef, A mis niños de 30 años                                   | TVE-1                                     | Presentador                                                                 |  |
| 1999        | Sorpresa y media                                                      | Canal 13                                  |                                                                             |  |
| 2000        | La gala de tu vida                                                    | TVE-1                                     | Invitado                                                                    |  |
| 2000        | Gala Unicef, ¿Cómo están ustedes?                                     | TVE-1                                     | Presentador                                                                 |  |
| 2000        | La Cosa Nostra                                                        | TV3                                       | Invitado                                                                    |  |
| 2000        | Premios Amigo 2000                                                    | Antena 3                                  | Ganador del premio homenaje                                                 |  |
| 2001        | La gamba                                                              | La 2                                      |                                                                             |  |
| 2001        | Set de nit                                                            | TV3                                       |                                                                             |  |
| 2001        | Gala Unicef, Navidades animadas                                       | TVE-1                                     | Presentador                                                                 |  |
| 2002        | TP de Oro 2001                                                        | TVE-1                                     | Antena 3                                                                    |  |
| 2002        | Grand Prix del verano                                                 | Padrino de Catadau                        |                                                                             |  |
| 2002        | Grandiosas                                                            | Telecinco                                 |                                                                             |  |
| 2004        | Los payasos                                                           |                                           | Documental dirigido por Darío Billani en Argentina.                         |  |
| 2005        | Menuda noche                                                          | Canal Sur                                 | Invitado                                                                    |  |
| 2005        | La noche... con Fuentes y cía                                         | Telecinco                                 |                                                                             |  |
| 2005        | El club                                                               | TV3                                       |                                                                             |  |
| 2005        | Tan a gustito                                                         | TVE-1                                     |                                                                             |  |
| 2008        | Que 30 años no es nada                                                |                                           |                                                                             |  |
| 2013        | Bum Bum Club                                                          | 13TV                                      | Mini espacio con los videoclips de "Miliki y las Tablas de Multiplicar"     |  |